# Vincenzo Legrenzio Ciampi
Vincenzo Legrenzio Ciampi (à prononcer Tchampi et non Kiampi) est un compositeur italien né le 2 avril 1719 à Plaisance et mort le 30 mars 1762 à Venise.

## Biographie
Ciampi étudie à Plaisance avec le maître de chapelle Rondini puis avec Francesco Durante et Leonardo Leo a Naples. Auprès de l'école napolitaine il acquiert son propre style d'opera buffa, genre dans lequel il est particulièrement apprécié. Entre 1746 et 1747 il est engagé à Palerme comme claveciniste et percussionniste. Il se rend par la suite à Paris puis à Londres où il demeure de 1748 à 1756. Après un bref séjour à Bruxelles il est, à partir de 1747, maître de chapelle à l'hôpital des incurables de Venise où il meurt d'apoplexie durant les répétitions de son dernier opéra, Antigona.

## Œuvre
Outre ses opéras, il compose de la musique de chambre écrite pour la plupart entre 1751 et 1756 à Londres et discrètement appréciée. Le domaine dans lequel il obtient le plus de succès est l'opera buffa. Parmi ses œuvres majeures se trouve Bertoldo alla corte, créée à Venise en 1748 et représentée à l'Académie royale de musique de Paris en 1754 où l'opéra fut bien accueilli par le public et Gli tre cicisbei ridicoli donnée à Londres le 14 mars 1749 et contenant la célèbre aria Tre giorni son che Nina (it) attribuée à tort pendant plus d'un siècle à Giovanni Battista Pergolesi. Le style de composition de Ciampi se situe à mi-chemin entre le baroque et le style galant.

### Opéras
- Da un disordine nasce un ordine (opera buffa, livret de Gennaro Antonio Federico, 1737, Naples)
- La Beatrice (opera buffa, livret de Gennaro Antonio Federico, 1740, Naples)
- La Lionora (opera buffa, livret de Gennaro Antonio Federico, composé en collaboration avec Nicola Bonifacio Logroscino, 1742, Naples)
- La Flaminia (dramma per musica, 1743, Naples)
- L'Arminio (dramma per musica, livret de Federico de Navarra, 1744, Naples)
- L'amore ingegnoso (opera buffa, livret d'Antonio Palomba, 1745, Naples)
- L'Arcadia in Brenta (opera buffa, livret de Carlo Goldoni, 1746, Plaisance)
- Artaserse (dramma per musica, livret de Pietro Metastasio, 1747, Palerme)
- Adriano in Siria (dramma per musica, livret de Pietro Metastasio, 1748, Venise)
- Bertoldo, Bertoldino e Cacasenno (opera buffa, livret de Carlo Goldoni, 1748, Venise ; représentée sous le titre de Bertoldo in corte, 1754, Paris)
- La scuola moderna ossia La maestra di buon gusto (opera buffa, livret de Carlo Goldoni, 1748, Venise)
- Il negligente (opera buffa, livret de Carlo Goldoni, 1749, Teatro San Moisè de Venise)
- La favola de' tre gobbi (intermezzo, livret de  Carlo Goldoni, 1749, Venise)
- Gli tre cicisbei ridicoli (opera buffa, livret de  Carlo Antonio Vasini, 1749, Londres)
- Il trascurato (opera buffa, révision de Il negligente, 1750, Londres)
- Il trionfo di Camilla (dramma per musica, livret de Silvio Stampiglia, 1750, Her Majesty's Theatre de Londres)
- Didone abbandonata (dramma per musica, livret de Pietro Metastasio, 1754, Her Majesty's Theatre de Londres)
- La clemenza di Tito (opera buffa, livret d'Antonio Palomba, 1755, Teatro San Moisè de Venise)
- Li tre gobbi rivali amanti di Madama Vezzosa (intermezzo, révision de La favola de' tre gobbi, 1756, Venise)
- Catone in Utica (dramma per musica, livret de Pietro Metastasio, 1756, Venise)
- Il chimico (opera buffa, livret d'Antonio Palomba, 1757, Venise)
- Gianguir (dramma per musica, livret d'Apostolo Zeno, 1759  Venise)
- Amore in caricatura (opera buffa, livret de Carlo Goldoni, 1761, Venise)
- Antigona (dramma per musica, livret de Gaetano Roccaforte, 1762, Venise)

### Musique sacrée

#### Oratorios
- Betulia liberata (1747, Venise)
- Christus a morte quaesitus et in calvario inventus (1745 circa, Venise)
- Vexillum fidei (1759, Venise)
- Virgines prudentes et fatuae (1760, Venise)

#### Autre musique sacrée
- Missa solemnis à 4 voix (1758)
- Te deum laudamus à 4 voix avec instruments (1758)
- Kyrie, Gloria et Te Deum à 4 voix avec cordes
- Salve Regina à 4 voix avec orgue

### Musique instrumentale
- 6 sonates pour 2 violons et basse continue, op. 1
- 6 sonates pour 2 violons et basse continue, op. 2
- 6 sonates pour clavecin
- 6 sonates pour violon, basse et clavecin ou violoncelle, op. 5
- 6 concertos en 6 parties pour 3 violons, basse, clavecin ou violoncelle, op. 6
- 6 concertos pour orgue, op. 7